# Pentagram (banda de India)
Pentagram es una banda de rock y de música electrónica de la India, formada en 1994 en Mumbai. La banda ha recibido importantes reconocimientos, durante su trayectoria artística. 
Ellos se hicieron famosos, tras ganar en tres competiciones importantes del género rock en el IIT Kanpur, IIT Delhi y IIT Bombay. De estos tres, Livewire les consiguió un contrato discográfico. Firmaron con el sello "Plus Music", que los llevó al lanzamiento de su primer álbum debut titulado "We Are Not Listening" en 1996. Para contar con el apoyo de sus fanes de su primer disco, la banda lanzó dos videos musicales de sus canciones tituladas (The Ignorant 1 y Yoo), que fueron difundidos con frecuencia en diferentes canales de televisión en programas musicales, aunque no pudieron generar cualquier venta que puedan ser creíbles. Pentagram ganó el premio como Mejor Banda musical por MTV India en 1997 y también ganó los premios Channel V, como una de las mejores bandas en ofrecer conciertos en vivo y una de las bandas más importantes de la India entre 1997 y 1998. Ellos se presentaron en el programa de Channel V, para ofrecer su gran concierto, con una duración en vivo de una hora, que a la vez fue censurado por un defecto de sonido. Durante la guerra de Kargil, Pentagram grabó y lanzó su primera canción en exclusiva por internet, titulado "The Price of Bullets", que contó con el apoyo de Javed Akhtar, un reconocido poeta y artista clásico. Como un truco publicitario de menor importancia, el video, dirigido por Farhan Akhtar, fue censurado por diferentes canales de televisión, admitiendo que era "demasiado políticamente cargado". Esta canción fue incluido en su álbum titulado "Up".

## Integrantes
- Vishal
- Shiraz
- Randolph
- Makarand Mane (Papal)

## Discografía
- We're Not Listening (1996 Plus Music)
- Up (2002 Pentagram Music, Sony Music)
- It's OK, It's All Good (2007 Pentagram Music)
- "Bloodywood" (2011, Pentagram Music)